# LEC Refrigeration Racing
LEC Refrigeration Racing était une modeste écurie de Formule 1 fondée par David Purley, patron-pilote qui a disputé 3 Grands Prix en 1977. LEC n'a jamais inscrit de point en championnat du monde. La meilleure qualification d'une LEC est une 19e place au Grand Prix de France 1977 et le meilleur classement est une 13e place lors du Grand Prix de Belgique.

## Historique

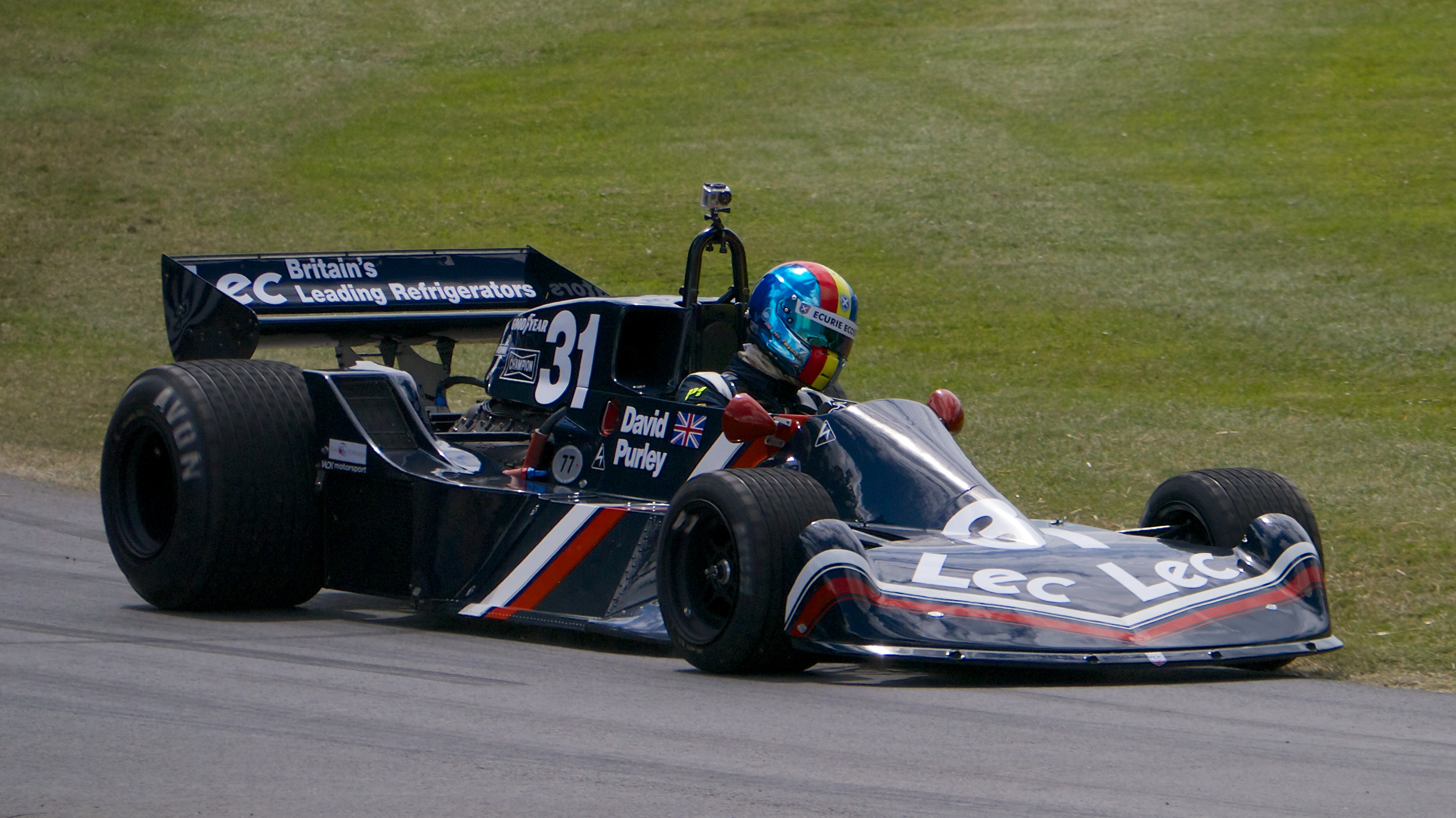
LEC Cosworth CRP1 en exhibition à Goodwood en 2014.

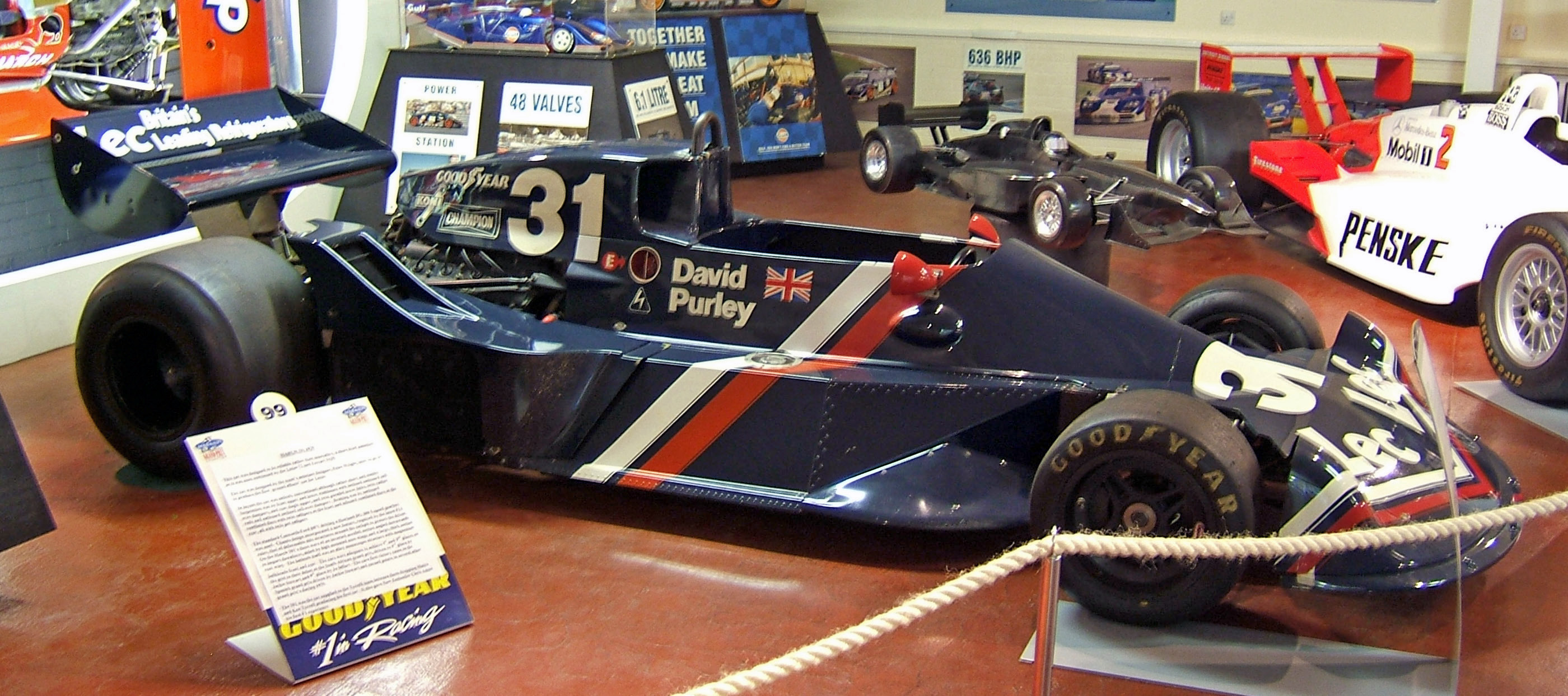
La LEC CRP1 en exposition

David Purley, honnête pilote de Formule 3 n'a jamais réussi à disposer d'une monoplace efficace en Formule 1. En effet, en 1972, il obtient son premier volant en Formule 1 chez Connew Racing Team, l'équipe artisanale de Peter Connew, mais uniquement hors-championnat du monde. En 1973, il dispute quatre Grands Prix sur sa March 731 privée puis, en 1974, il ne parvient pas à se qualifier pour le Grand Prix de Grande-Bretagne sur une Token RJ02 engagée par l'écurie de Peter Harper. Purley se concentre alors sur les épreuves de Formule 2 puis de Formule 5000) dont il remporte le championnat britannique en 1976, tout en gardant l'espoir de revenir en Formule 1.
En 1977, grâce à son sponsor LEC Refrigeration (Purley est membre de la famille des dirigeants de l'entreprise), Purley peut engager une monoplace en championnat du monde de Formule 1 et devient donc patron-pilote de l'équipe LEC. Il confie la conception de sa monoplace à Mike Pilbeam, un ancien de BRM. Comme toutes les "kit-cars" anglaises de l'époque, la LEC CRP1 est mue par un bloc Ford-Cosworth et chaussée de pneumatiques Goodyear.
Purley s'engage aux Grands Prix d'Espagne puis de Monaco mais ne les dispute pas car la monoplace n'est pas finalisée. La première course de Purley sur la CRP1 est la Race of Champions, hors-championnat, course prometteuse puisque Purley termine sixième. La CRP1 débute en championnat du monde en Belgique où Purley se qualifie en vingtième position. Grâce à une voiture rustique mais fiable et bien construite, il grimpe jusqu'à la troisième place en course, avant de rétrograder à cause d'un problème lors d'un ravitaillement. Il reçoit tout de même le drapeau à damiers en treizième position.
Purley se qualifie pour les deux épreuves suivantes, en Suède puis en France (respectivement 19e et 21e). S'il termine quatorzième en Suède, le Grand Prix de France disputé à Prenois est beaucoup plus rude pour la jeune écurie : Purley, privé de freins, perd le contrôle de sa monoplace et la détruit complètement. Le budget limité de l'équipe est quasiment englouti pour réparer le châssis afin de pouvoir disputer le Grand Prix de Grande-Bretagne à venir.
À Silverstone, lors des pré-qualifications, Purley, sur une monoplace tout juste réparée et à peine testée, est victime d'une terrible sortie de piste, à cause d'un problème d'accélérateur. Ce nouvel accident provoque la fin de l'aventure en Formule 1 de l'équipe LEC et de David Purley qui, relevé avec de multiples fractures et un grave traumatisme crânien, doit observer une convalescence de plusieurs mois.

## Résultats en championnat du monde de Formule 1
| Saison | Écurie                   | Châssis   | Moteur               | Pneus    | Pilotes      | Grands Prix disputés | Points inscrits | Classement |
| ------ | ------------------------ | --------- | -------------------- | -------- | ------------ | -------------------- | --------------- | ---------- |
| 1973   | LEC Refrigeration Racing | March 731 | Ford-Cosworth DFV V8 | Goodyear | David Purley | 5                    | 0               | Non engagé |
| 1977   | LEC Refrigeration Racing | LEC CRP1  | Ford-Cosworth DFV V8 | Goodyear | David Purley | 5                    | 0               | Non classé |

| Saison | Écurie                   | Châssis   | Moteur               | Pneumatiques | Pilotes      | Courses | Courses | Courses | Courses | Courses | Courses | Courses | Courses | Courses | Courses | Courses | Courses | Courses | Courses | Courses | Courses | Courses | Points inscrits | Classement |
| Saison | Écurie                   | Châssis   | Moteur               | Pneumatiques | Pilotes      | 1       | 2       | 3       | 4       | 5       | 6       | 7       | 8       | 9       | 10      | 11      | 12      | 13      | 14      | 15      | 16      | 17      | Points inscrits | Classement |
| ------ | ------------------------ | --------- | -------------------- | ------------ | ------------ | ------- | ------- | ------- | ------- | ------- | ------- | ------- | ------- | ------- | ------- | ------- | ------- | ------- | ------- | ------- | ------- | ------- | --------------- | ---------- |
| 1973   | LEC Refrigeration Racing | March 731 | Ford-Cosworth DFV V8 | Goodyear     |              | ARG     | BRÉ     | AFS     | ESP     | BEL     | MON     | SUÈ     | FRA     | GBR     | P-B     | ALL     | AUT     | ITA     | CAN     | USA     |         |         | 0               | Non engagé |
| 1973   | LEC Refrigeration Racing | March 731 | Ford-Cosworth DFV V8 | Goodyear     | David Purley |         |         |         |         |         | Abd     |         |         | Np      | Abd     | 15e     |         | 9e      |         |         |         |         | 0               | Non engagé |
| 1977   | LEC Refrigeration Racing | LEC CRP1  | Ford-Cosworth DFV V8 | Goodyear     |              | ARG     | BRÉ     | AFS     | USO     | ESP     | MON     | BEL     | SUÈ     | FRA     | GBR     | ALL     | AUT     | P-B     | ITA     | USE     | CAN     | JAP     | 0               | Non classé |
| 1977   | LEC Refrigeration Racing | LEC CRP1  | Ford-Cosworth DFV V8 | Goodyear     | David Purley |         |         |         |         | Nq      |         | 13e     | 14e     | Abd     | Npq     |         |         |         |         |         |         |         | 0               | Non classé |

Légende : ici 